# Rummelgrundet
Rummelgrundet är en ö i Finland. Den ligger i Bottenviken och i kommunen Jakobstad i den ekonomiska regionen  Jakobstadsregionen i landskapet Österbotten, i den västra delen av landet. Ön ligger omkring 83 kilometer nordöst om Vasa och omkring 410 kilometer norr om Helsingfors.
Öns area är 1 hektar och dess största längd är 150 meter i sydöst-nordvästlig riktning. I omgivningarna runt Rummelgrundet växer i huvudsak barrskog.